# Schönbach (Kirchhain)

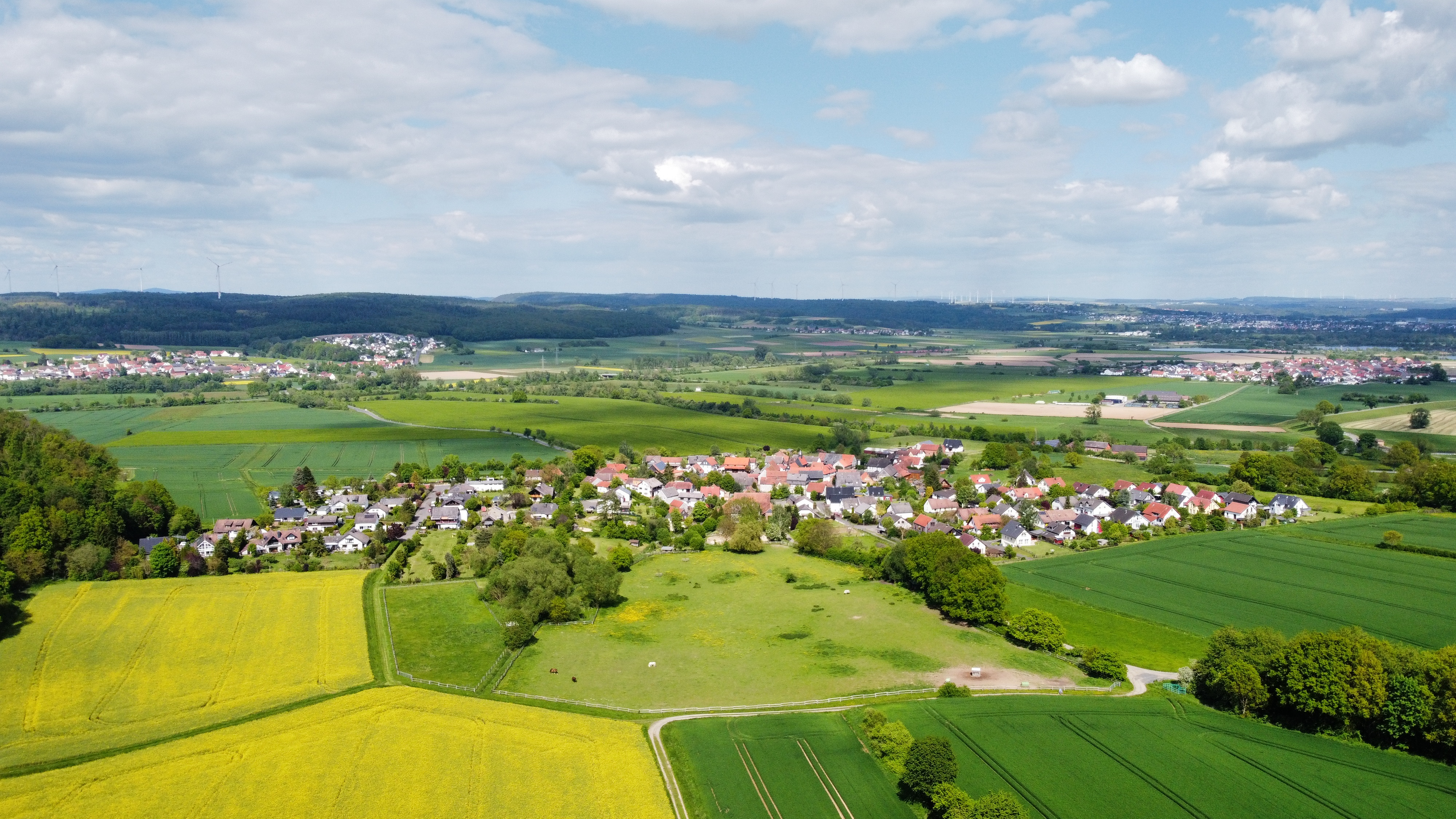
Panorama von Schönbach mit Ohmtal

Schönbach ist der westlichste Stadtteil von Kirchhain im mittelhessischen Landkreis Marburg-Biedenkopf.

## Geographie
Das Dorf liegt auf den Hängen zweier Erhebungen, die als Ausläufer der Lahnberge in das Amöneburger Becken hineinragen. In einer von diesen Erhebungen gebildeten Senke entspringt der Schönbach unweit des Dorfes und mündet nach etwa 900 Metern in die Ohm.

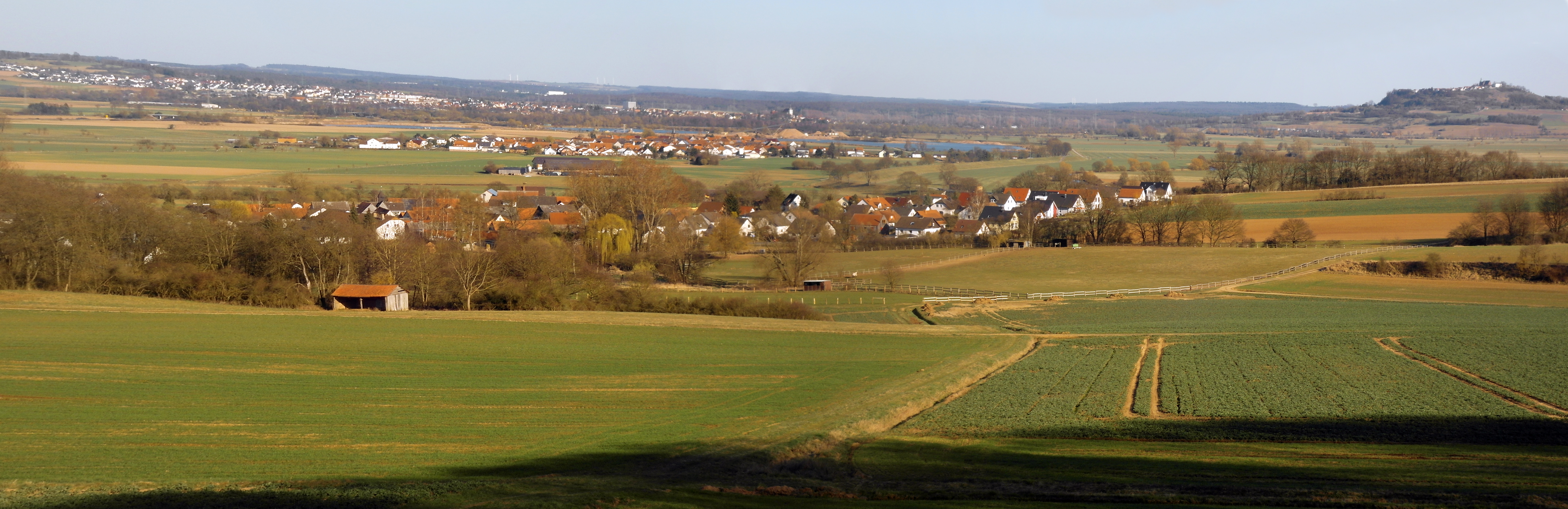
Panorama von Schönbach und dem Amöneburger Becken

## Geschichte

### Ortsgeschichte
Erste Besiedlungsspuren in Schönbach reichen bis in die Hallstattzeit zurück. So wurden auf dem Reichert beim Bau des Sportplatzes mehrere Hügelgräber von dem damaligen Direktor der Vor- und Frühgeschichte in Marburg Gero von Merhart freigelegt. Auch innerhalb des Dorfes wurden bei Baumaßnahmen Reste von mehreren Urnenbestattungen gefunden, die jetzt im Universitätsmuseum des Marburger Schlosses zu sehen sind. Reste eines noch älteren, spätbronzezeitlichen Hauses wurden beim Bau einer Gasleitung zwischen Schönbach und Großseelheim aufgedeckt.

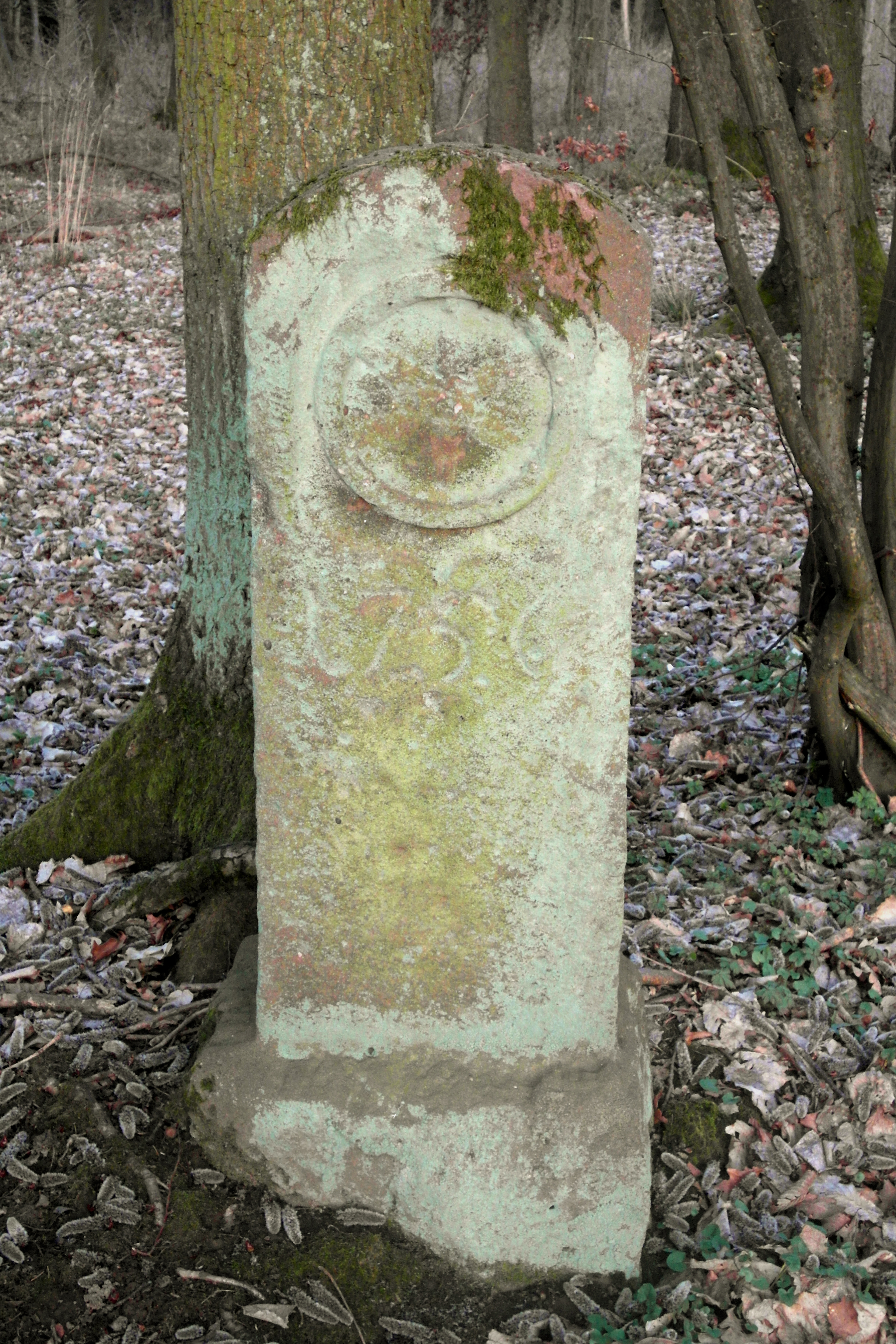
Ein Grenzstein mit dem Mainzer Rad von 1756

Die älteste bekannte Erwähnung von Schönbach als „Saynenbach“ erfolgte im Jahre 1248 in einer Heberolle des Erzstifts Mainz. Vermutlich ist das Dorf, zumindest aber die Mühle, bereits in fränkischer Zeit gegründet worden. Der Name Saynenbach geht möglicherweise auf den lateinischen Begriff sagena (Fangnetz) zurück und würde damit auf Fischerei im Bereich des heutigen Dorfes schließen lassen.
1256 erhielt der Deutsche Orden in Marburg von Konrad von Marburg Güterbesitz in Schönbach. Es folgten weitere Gütererwerbungen durch den Orden 1261 und 1270. 1358 verfügte der Orden über einen Hof mit 59 Morgen Ackerland und 5 Morgen Wiesen. 1361 waren die mainzischen Güter an einen Friedrich von Schönbach verpachtet. Vielleicht ist damit auch ein Ortsadel fassbar. Die beiden Flurnamen Niederndorf im Norden von Schönbach und Machthuser Lache südlich der Grindelmühle weisen auf wüst gefallene Siedlungen hin. Ein Plebanus ist für Schönbach erstmals 1295 erwähnt.
Bis zur Reformation war Schönbach nach Bauerbach eingepfarrt, wovon die immer noch zu besichtigende „Schöbacher Pforte“ in der dortigen Kirche „St. Cyriakus“ zeugt. Im Zuge der Reformation unterstand sie dann spätestens ab 1577 der Großseelheimer Kirche. Deshalb existiert auch in dieser Kirche eine „Schönbacher Pforte“. Politisch gehörte Schönbach nach der Teilung der Landgrafschaft Hessen 1567 zunächst zu Hessen-Marburg. Nach Erlöschen dieser Nebenlinie des Hauses Hessen und den Wirren des Hessenkrieges kam es spätestens 1648 an Hessen-Kassel und grenzte somit an die katholischen Mainzer Gemarkungen Bauerbach, Ginseldorf und Anzefahr. Von der ehemaligen Landesgrenze zeugen noch heute Grenzsteine mit dem Mainzer Rad und dem Hessischen Löwen. Der Ort zählte Anfang des 16. Jahrhunderts noch knapp 20 Einwohner; diese Zahl stieg bis zu Beginn des 20. Jahrhunderts auf ca. 150 und bis zur Mitte des 20. Jahrhunderts auf über 200 Einwohner. Seit den späten 1970er Jahren stieg die Einwohnerzahl durch das Ausweisen der Neubaugebiete Am Heydwolf, Tannenweg und Am Pieckacker bis heute weiter an.

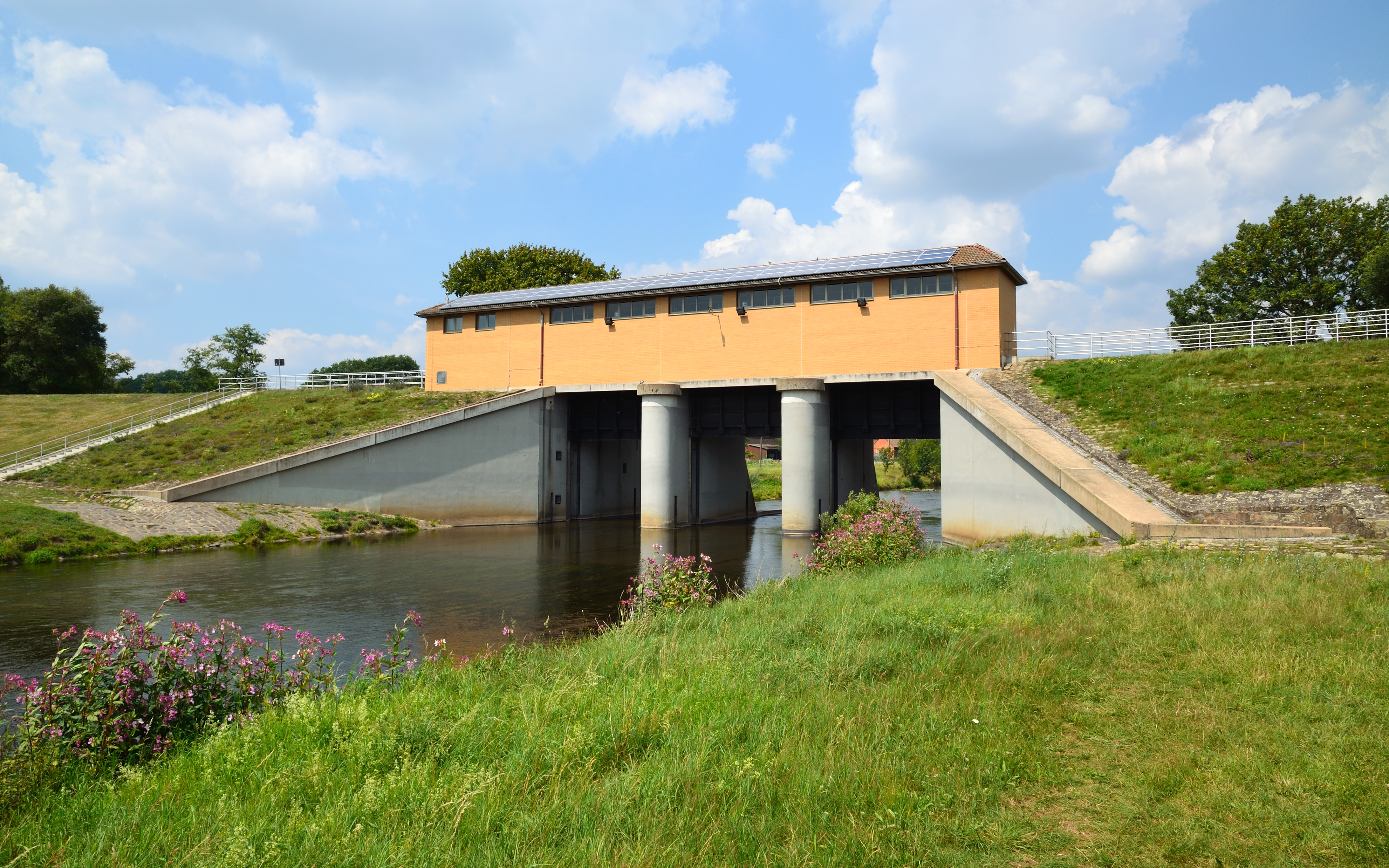
Das Stauwerk

In den Jahren von 1952 bis 1955 wurde bei Schönbach das Stauwerk des 900 ha Grundfläche umfassenden Ohm-Rückhaltebeckens mit einem maximalen Fassungsvermögen von 15 Mio. Kubikmetern erbaut.
Hessische Gebietsreform (1970–1977)
Zum 1. Februar 1971 wurde die bis dahin selbständige Gemeinde Schönbach im Zuge der Gebietsreform in Hessen auf freiwilliger Basis als Stadtteil in die Stadt Kirchhain eingegliedert. Für Schönbach, wie für alle ehemals eigenständigen Stadtteile von Kirchhain, wurde ein Ortsbezirk gebildet.

### Verwaltungsgeschichte im Überblick
Die folgende Liste zeigt die Staaten und Verwaltungseinheiten, denen Schönbach angehört(e):
- vor 1567: Heiliges Römisches Reich, 3⁄4 Deutsch Ordens-Besitz, 1⁄4 fuldisches Lehen
- ab 1567: Heiliges Römisches Reich, Landgrafschaft Hessen-Marburg, Amt Marburg[10]
- ab 1592: Heiliges Römisches Reich, Landgrafschaft Hessen-Marburg, Amt Marburg
- 1604–1648: Heiliges Römisches Reich, strittig zwischen Landgrafschaft Hessen-Darmstadt und Landgrafschaft Hessen-Kassel (Hessenkrieg), Amt Marburg
- ab 1648: Heiliges Römisches Reich, Landgrafschaft Hessen-Kassel, Amt Marburg
- ab 1767: Heiliges Römisches Reich, Landgrafschaft Hessen-Kassel, Amt Kirchhain[11]
- ab 1806: Landgrafschaft Hessen-Kassel, Amt Kirchhain
- 1807–1813: Königreich Westphalen, Departement der Werra, Distrikt Marburg, Kanton Amöneburg
- ab 1815:Kurfürstentum Hessen, Amt Kirchhain[11]
- ab 1821: Kurfürstentum Hessen, Provinz Oberhessen, Kreis Kirchhain[12][Anm. 1]
- ab 1848: Kurfürstentum Hessen, Bezirk Marburg
- ab 1851: Kurfürstentum Hessen, Provinz Oberhessen, Kreis Kirchhain
- ab 1867: Königreich Preußen, Provinz Hessen-Nassau, Regierungsbezirk Kassel, Kreis Kirchhain
- ab 1871: Deutsches Reich, Königreich Preußen, Provinz Hessen-Nassau, Regierungsbezirk Kassel, Kreis Kirchhain
- ab 1918: Deutsches Reich, Freistaat Preußen, Provinz Hessen-Nassau, Regierungsbezirk Kassel, Kreis Kirchhain
- ab 1932: Deutsches Reich, Freistaat Preußen, Provinz Hessen-Nassau, Regierungsbezirk Kassel, Landkreis Marburg
- ab 1944: Deutsches Reich, Freistaat Preußen, Provinz Kurhessen, Landkreis Marburg
- ab 1945: Deutsches Reich, Amerikanische Besatzungszone, Groß-Hessen, Regierungsbezirk Kassel, Landkreis Marburg
- ab 1946: Deutsches Reich, Amerikanische Besatzungszone, Hessen, Regierungsbezirk Kassel, Landkreis Marburg
- ab 1949: Bundesrepublik Deutschland, Hessen, Regierungsbezirk Kassel, Landkreis Marburg
- ab 1971: Bundesrepublik Deutschland, Hessen, Regierungsbezirk Kassel, Landkreis Marburg, Stadt Kirchhain
- ab 1974: Bundesrepublik Deutschland, Hessen, Regierungsbezirk Kassel, Landkreis Marburg-Biedenkopf, Stadt Kirchhain
- ab 1981: Bundesrepublik Deutschland, Hessen, Regierungsbezirk Gießen, Landkreis Marburg-Biedenkopf, Stadt Kirchhain

### Gerichte seit 1821
Mit Edikt vom 29. Juni 1821 wurden in Kurhessen Verwaltung und Justiz getrennt. Der Kreis Kirchhain war für die Verwaltung und das Justizamt Kirchhain war als Gericht erster Instanz für Schönbach zuständig. Nach der Annexion Kurhessens durch Preußen erfolgte am 1. September 1867 die Umbenennung des bisherigen Justizamtes in Amtsgericht Kirchhain. Auch mit dem Inkrafttreten des Gerichtsverfassungsgesetzes von 1879 blieb das Amtsgericht unter seinem Namen bestehen.

## Bevölkerung

### Einwohnerstruktur 2011
Nach den Erhebungen des Zensus 2011 lebten am Stichtag dem 9. Mai 2011 in Schönbach 339 Einwohner. Darunter waren 3 (0,9 %) Ausländer. Nach dem Lebensalter waren 75 Einwohner unter 18 Jahren, 123 zwischen 18 und 49, 81 zwischen 50 und 64 und 60 Einwohner waren älter. Die Einwohner lebten in 129 Haushalten. Davon waren 24 Singlehaushalte, 48 Paare ohne Kinder und 48 Paare mit Kindern sowie 9 Alleinerziehende und 3 Wohngemeinschaften. In 21 Haushalten lebten ausschließlich Senioren und in 87 Haushaltungen lebten keine Senioren.

### Einwohnerentwicklung
| Quelle: Historisches Ortslexikon | |
| • 1566:                          | 7 Pers. mit großem, 11 mit kleinem Besitz.                                                            |
| • 1577:                          | 14 Hausgesesse                                                                                        |
| • 1697:                          | 13 Hausgesesse                                                                                        |
| • 1838:                          | 121 Einwohner (Familien: 17 nutzungsberechtigte, 7 nicht nutzungsberechtigte Ortsbürger, 4 Beisassen) |

| Schönbach: Einwohnerzahlen von 1772 bis 2019 | Schönbach: Einwohnerzahlen von 1772 bis 2019 | Schönbach: Einwohnerzahlen von 1772 bis 2019 | Schönbach: Einwohnerzahlen von 1772 bis 2019 | Schönbach: Einwohnerzahlen von 1772 bis 2019 |
| --- | -------------------------------------------- | -------------------------------------------- | -------------------------------------------- | -------------------------------------------- |
| Jahr |                                              |                                              |                                              | Einwohner                                    |
| 1772 | 1772                                         |                                              | 148                                          | 148                                          |
| 1800 | 1800                                         |                                              | ?                                            | ?                                            |
| 1834 | 1834                                         |                                              | 141                                          | 141                                          |
| 1840 | 1840                                         |                                              | 119                                          | 119                                          |
| 1846 | 1846                                         |                                              | 147                                          | 147                                          |
| 1852 | 1852                                         |                                              | 173                                          | 173                                          |
| 1858 | 1858                                         |                                              | 171                                          | 171                                          |
| 1864 | 1864                                         |                                              | 172                                          | 172                                          |
| 1871 | 1871                                         |                                              | 153                                          | 153                                          |
| 1875 | 1875                                         |                                              | 157                                          | 157                                          |
| 1885 | 1885                                         |                                              | 150                                          | 150                                          |
| 1895 | 1895                                         |                                              | 160                                          | 160                                          |
| 1905 | 1905                                         |                                              | 138                                          | 138                                          |
| 1910 | 1910                                         |                                              | 147                                          | 147                                          |
| 1925 | 1925                                         |                                              | 158                                          | 158                                          |
| 1939 | 1939                                         |                                              | 176                                          | 176                                          |
| 1946 | 1946                                         |                                              | 270                                          | 270                                          |
| 1950 | 1950                                         |                                              | 265                                          | 265                                          |
| 1956 | 1956                                         |                                              | 240                                          | 240                                          |
| 1961 | 1961                                         |                                              | 210                                          | 210                                          |
| 1967 | 1967                                         |                                              | 208                                          | 208                                          |
| 1980 | 1980                                         |                                              | ?                                            | ?                                            |
| 1990 | 1990                                         |                                              | ?                                            | ?                                            |
| 2000 | 2000                                         |                                              | ?                                            | ?                                            |
| 2011 | 2011                                         |                                              | 339                                          | 339                                          |
| 2015 | 2015                                         |                                              | 349                                          | 349                                          |
| 2019 | 2019                                         |                                              | 361                                          | 361                                          |
| Datenquelle: Historisches Gemeindeverzeichnis für Hessen: Die Bevölkerung der Gemeinden 1834 bis 1967. Wiesbaden: Hessisches Statistisches Landesamt, 1968. Weitere Quellen: LAGIS; Stadt Kirchheim:; Zensus 2011 |                                              |                                              |                                              |                                              |

### Historische Religionszugehörigkeit
| Quelle: Historisches Ortslexikon |                                                                     |
| • 1861:                          | alle Einwohner evangelisch-lutherisch                               |
| • 1885:                          | 149 evangelische (= 99,33 %), ein katholischer (= 0,67 %) Einwohner |
| • 1961:                          | 195 evangelische (= 92,86 %), 13 katholische (= 6,19 %) Einwohner   |

### Historische Erwerbstätigkeit
| Quelle: Historisches Ortslexikon | |
| • 1772:                          | Erwerbspersonen: ein Spielmann, ein Müller, ein Wirt, 6 Leineweber, drei Schneider, ein Schmied, zwei Wagner.                    |
| • 1838:                          | Familien: 17 Ackerbau, 5 Gewerbe, 4 Tagelöhner.                                                                                  |
| • 1961:                          | Erwerbspersonen: 54 Land- und Forstwirtschaft, 35 Produzierendes Gewerbe, 14 Handel und Verkehr, 7 Dienstleistung und Sonstiges. |

## Politik
Für den Stadtteil Schönbach besteht ein Ortsbezirk mit Ortsbeirat und Ortsvorsteher nach der Hessischen Gemeindeordnung. Er umfasst das Gebiet der ehemaligen Gemeinde Schönbach.
Der Ortsbeirat besteht aus fünf Mitgliedern. Bei den Kommunalwahlen in Hessen 2021 betrug die Wahlbeteiligung zum Ortsbeirat 69,54 %. Alle Kandidaten gehörten der Liste „Bürger*innen für Schönbach“ an. Der Ortsbeirat wählte Dieter Lauer zum Ortsvorsteher.

## Vereine
Es gibt folgende Vereine:
- Bürger- und Verschönerungsverein Schönbach
- Freiwillige Feuerwehr Schönbach
- FC 73 Schönbach
- Strohhutclub
- Damengymnastikgruppe

## Sehenswürdigkeiten

### Kirche

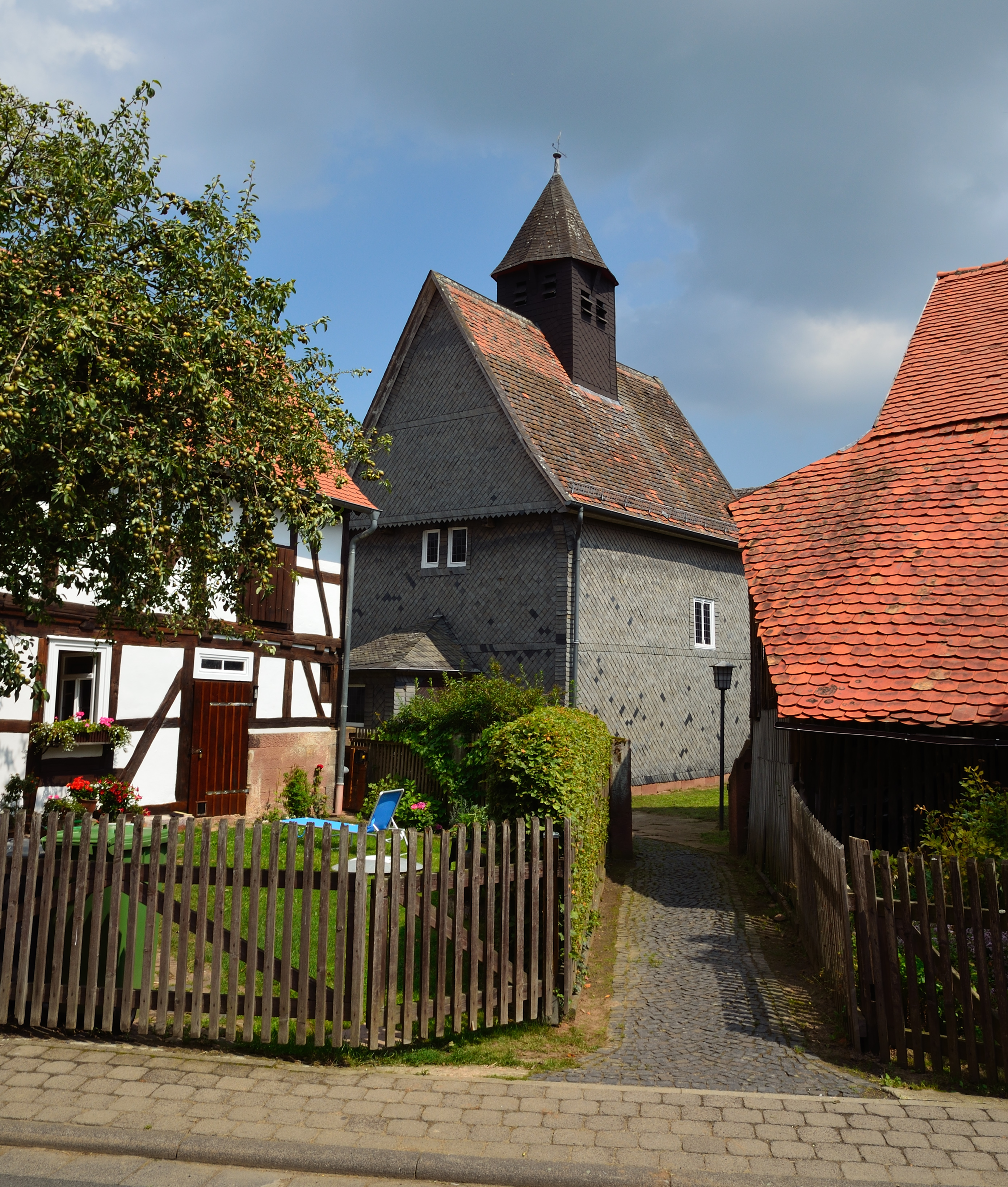
Die Kirche von Schönbach vor der Restaurierung des Dachstuhles und der Außenfassade

Die Fachwerkkirche von Schönbach stammt aus der Mitte des 15. Jahrhunderts. Nach einer bauhistorischen und dendrochronologischen Untersuchung ist der Dachstuhl der Kirche 1452 gezimmert worden. Eine ältere Fachwerkkirche in Hessen ist nicht bekannt. Die Kirche ist damit zugleich eine der wenigen erhaltenen Fachwerkkirchen, die den Dreißigjährigen Krieg überdauert haben. In der mündlichen Überlieferung des Dorfes heißt es, dass das Gebäude mit dem rechteckigen Grundriss und dem steilen Dach früher eine Zehntscheune war. Zutreffend ist, dass die Kirche ursprünglich einen Speicherboden aufwies, der bei einem Umbau zugunsten der Höhe des Kirchenschiffs entfernt wurde. Auch das heutige Fundament wurde später, anlässlich einer Erneuerung der Schwellen, eingezogen. Der Innenraum der Kirche ist sehr schlicht gehalten und stammt in seinem heutigen Zustand weitgehend aus dem späten 18. Jh. Ein Friedhof um die Kirche in Schönbach ist 1549 erstmals erwähnt.

### Historischer Rundwanderweg
2018 wurde ein ca. 5,5 km langer Rundwanderweg eingerichtet, der an verschiedenen Aussichtspunkten sowie historischen Orten des Ortes vorbeiführt.